# Thunder Road (Carowinds)
Thunder Road in Carowinds (Charlotte, North Carolina, USA) war eine Racing-Holzachterbahn des Herstellers Philadelphia Toboggan Coasters, die 1976 eröffnet wurde. Am 26. Juli 2015 wurde sie geschlossen. Das Design basierte auf der Achterbahn Rebel Yell in Kings Dominion. Die Bahn überquerte die Grenze zwischen North Carolina und South Carolina, wobei die Fahrt in South Carolina begann.
Sie wurde nach dem Film Thunder Road benannt und thematisiert. Zur Eröffnung waren auch Bobby Allison und David Pearson von NASCAR anwesend.
Für den Bau der 2 × 1164 m langen Strecken wurden über 1200 m³ Holz, 60–70 Tonnen Nägel, Bolzen und Schienen, sowie 21 m³ Farbe benötigt.

## Züge
Ursprünglich besaß Thunder Road Züge der Jetstream aus dem Riverview Park in Chicago, wobei ein Zug nach einem Fahrzeug eines Sheriffs und ein Zug nach einem Fahrzeug eines Banditen thematisiert wurden; passend zum Film. 1980 wurden sie durch neue Züge des Herstellers Philadelphia Toboggan Coasters ersetzt. 1995 wurde ein Zug gedreht, damit dieser auf der Bahn rückwärts fährt, wurde aber 2008 erneut gedreht, um wieder vorwärts zu fahren.